# Voria aurifrons
Voria aurifrons là một loài ruồi trong họ Tachinidae.